# Andrej Bratuž
Andrej Bratuž (Gorizia, 27 november 1938 - Gorizia, 19 november 2011) was een Sloveens publicist, onderwijswerker en componist

## Levensloop
Hij werd geboren in het gezin van de musicus Lojze Bratuž en de dichteres Ljubka Šorla. Hij bezocht de lagere school, het Sloveense gymnasium en het lyceum in zijn geboortestad. In 1958 studeerde hij af aan de Universiteit van Triëst. Hij promoveerde in 1965 in Triëst in de Sloveense taal- en letterkunde en in 1969 in Florence in de psychologie. Vanaf 1961 werkte hij in verschillende middelbare scholen in en rond Triëst en Gorizia. In 1996 werd hij hoofdredacteur van Novi glas, de nieuwsbrief van de Slovenen in Italië. Hij schreef verschillende muzikale composities voor gemengd koor (Jezus prihaja, Božična pesem, Velikonočna), voor vrouwenkoor (Pesem na Krasu) en toneelmuziek voor het toneelstuk Ples tatov, alsmede verschillende artikelen op het gebied van muziekkritiek.
- Virtual International Authority File: 5181154441744035460004